# Coopérative agricole du sud-ouest de la Finlande
La Coopérative agricole du sud-ouest de la Finlande (finnois : Lounais-Suomen Maalaistentalo) est un bâtiment situé à Turku en Finlande.

## Architecture
Conçu par Alvar Aalto le bâtiment de style fonctionnaliste est construit en 1928.
Il est classé site culturel construit d'intérêt national.
Sa surface au sol est de 12 050 m2.

## Histoire
Alvar Aalto gagne le concours d'architectes avec son projet Acer qui a de nombreux traits néoclassiques.
Après sa construction le bâtiment abrite entre-autres un hôtel, un médecin, une pharmacie, une banque, des sociétés, une école, le restaurant Itämeri et un théâtre de 496 places. 
La famille Aalto habite l'immeuble pendant cinq ans.
Dans les années 1940 les fenêtres métalliques du bâtiment sont remplacées par des fenêtres en bois. L'architecte est alors Erik Bryggman, qui à la même époque conçoit la décoration intérieure de l'hôtel Maakunta. 
De 1946 à 1954 le Théâtre municipal de Turku fonctionnera dans le bâtiment.
En 1954 la scène du théâtre est incendiée.
Plus tard les mêmes espaces accueilleront la salle de cinéma Ritz.
Même la scène du Théâtre universitaire de Turku (fi) se situera dans le sous sol du bâtiment de 1967 à 1979, quand cet espace sera transformé en parc de stationnement.
Puisque le bâtiment a été utilisé pour des destinations multiples, la décoration d'origine a disparu de maints endroits.
Selon l'étude du Musée régional de Turku les caractéristiques de grande valeur historique du bâtiment en sont les façades extérieures, les escaliers et l'ancienne scène de théâtre.
Le fondation Alvar Aalto a réalisé en 2003 une grande enquête historique sur la construction.
Une restauration complète du bâtiment est réalisée en 2005.
Un tiers des surfaces est occupé par 45 logements.
Le reste héberge des entreprises, des bureaux et un hôtel.
L'espace de réunion et de fête Alvarium occupe la place de l'ancien théâtre.
Au premier étage il y a une unité de services aux personnes âgées et une pour les personnes atteintes de démence.